# Orania
Orania è una cittadina separatista bianca del Sudafrica nella Provincia del Capo Settentrionale. Sorge sulle sponde del fiume Orange, nella regione semi-desertica del Karoo. È nata negli anni novanta come esperimento di micro-volkstaat (stato boero) autogovernato ed esclusivamente afrikaner. La forza politica al governo di Orania è il partito Vryheidsfront Plus (Fronte della Libertà Più, VF+), nato negli anni '90 dopo la caduta dell'apartheid.

## Storia
La terra su cui sorge Orania fu acquistata nel dicembre del 1990 da un gruppo di 40 famiglie afrikaner, attraverso una società appositamente fondata, la Vluyteskraal Aandeleblok ("comproprietari della fattoria dei fischietti"). Leader di questa comunità era Carel Boshoff, genero dell'ex primo ministro Hendrik Verwoerd (National Party). Boshoff e i suoi seguaci utilizzarono il terreno per fondare una comunità autonoma, esclusivamente afrikaner e idealmente indipendente. Questo avvenne pochi mesi dopo la scarcerazione di Nelson Mandela, che preannunciava l'imminente fine del regime dell'apartheid e le prime elezioni politiche multirazziali della storia del paese. La comunità ebbe quindi fin dalle origini caratteristiche separatiste. Ciononostante, Mandela visitò la comunità nel 1995, ed ebbe un amichevole colloquio con Betsie Verwoerd, vedova di Hendrik Verwoerd.
A partire dai 430 ettari acquistati per il primo insediamento, Vluyteskraal Aandeleblok ha in seguito ampliato i propri possedimenti annettendo altri 2500 ettari di terreno agricolo. Allo stesso tempo, la popolazione è rapidamente aumentata, passando dalle iniziali 40 famiglie a oltre 500. La società di Orania è divenuta di conseguenza più strutturata; le famiglie più agiate (incluse quelle dei fondatori) abitano prevalentemente nel quartiere di Grootdorp (letteralmente, "grande città"), mentre l'afflusso di afrikaner più poveri ha dato vita a un sobborgo chiamato Kleingeluk ("piccola fortuna"), nel quale oggi abitano anche i dirigenti del movimento Orania.

## Princìpi
Nella visione dei suoi fondatori, lo scopo di Orania è quello di creare un luogo in cui preservare i valori tradizionali afrikaner. Prinsloo Potgieter, uno degli ex presidenti di Vluyteskraal Aandeleblok, ha descritto Orania come una risposta al fatto che "la nostra cultura è oppressa, e ai nostri figli si fa il lavaggio del cervello affinché si abituino a parlare inglese". Fra i valori della tradizione boera che hanno avuto maggiore influenza sull'organizzazione di Orania c'è quello di selfwerksaamheid, l'autosufficienza ottenuta attraverso l'operosità; esso è rappresentato anche dalla bandiera della comunità, in cui è effigiato un giovane afrikaner che si rimbocca le maniche.
Il sistema scolastico di Orania comprende due scuole: la Die Volkskool Orania ("scuola del popolo di Orania") e la Christelike Volks-Onderwys ("istruzione del popolo cristiano"). Pur seguendo i programmi di studi ufficiali previsti dal governo sudafricano, entrambe enfatizzano in modo particolare la storia boera e i valori della religione cristiana.

## Politica
Ha un consiglio locale denominato Orania Verteenwoordigende Raad, che è composto di 15 membri eletti ogni 5 anni.
Le prime elezioni sono state fatte nel 1995.
Il Orania Verteenwoordigende Raad in lingua afrikaans è il consiglio locale del villaggio afrikaner di Orania nella provincia del Capo Settentrionale del Sudafrica. Durante l'attuazione di un nuovo sistema municipale in Sudafrica nel 2000, il Consiglio di rappresentanza di Orania è stato l'unico consiglio di rappresentanza che non è stato abolito. Ecco perché il Orania Verteenwoordigende Raad è l'unica amministrazione municipale che utilizza ancora le vecchie strutture municipali precedenti al 2000. L'amministrazione municipale si basa quindi sull'Origin Act on Plaaslike Government del 1993.
Oltre ai doveri municipali, il compito principale dell'Orania Verteenwoordigende Raad è quello di rappresentare i residenti di Orania nei negoziati in corso con il governo sudafricano in merito allo status (municipale) di Orania.
Quando Orania fu acquistata dall'afrikaner Vryheidstigting nel 1991, il governo della Provincia del Capo conferì al villaggio lo status di villaggio agricolo privato. Dopo l'abolizione dell'apartheid, gli abitanti di tutte le città e i villaggi del Sudafrica, compresi i villaggi privati come i villaggi agricoli e minerari, hanno ricevuto il proprio consiglio di transizione rappresentativo basato sulla legge sul governo di transizione. Così Orania ha ottenuto il proprio Consiglio di transizione rappresentativo nel 1995.
Il 4 dicembre 2000 è stato risolto il caso tra Orania e il governo sudafricano. Questo accordo è stato confermato dalla Corte Suprema del Capo Settentrionale lo stesso giorno.
1. Il Consiglio di transizione rappresentativo di Orania rimarrà a tempo indeterminato[9] e non sarà sciolto dal governo sudafricano a causa dell'attuazione del Municipal Structures Act (legge 117 del 1998);
2. Il Orania Verteenwoordigende Raad rimarrà in carica con tutti i suoi poteri fino al raggiungimento di un accordo sullo status di Orania tra il governo sudafricano e il popolo di Orania;
3. Orania sarà all'interno dei confini geografici della Municipalità locale di Thembelihle, ma Thembelihle non avranno alcun potere nell'area governata dal Orania Verteenwoordigende Raad. Thembelihle non fornirà servizi a Orania.

Lo statuto speciale di Orania esiste solo a livello comunale. A livello distrettuale, provinciale e nazionale, Orania è parte integrante del sistema amministrativo sudafricano.

### Amministrazioni
- Carel Boshoff (2000 — 2006)
- Prinsloo Potgieter (2006 — 2011)
- John Strydom (2011 — 2016)
- Carel Boshoff IV (2016 — in carica)

## Economia

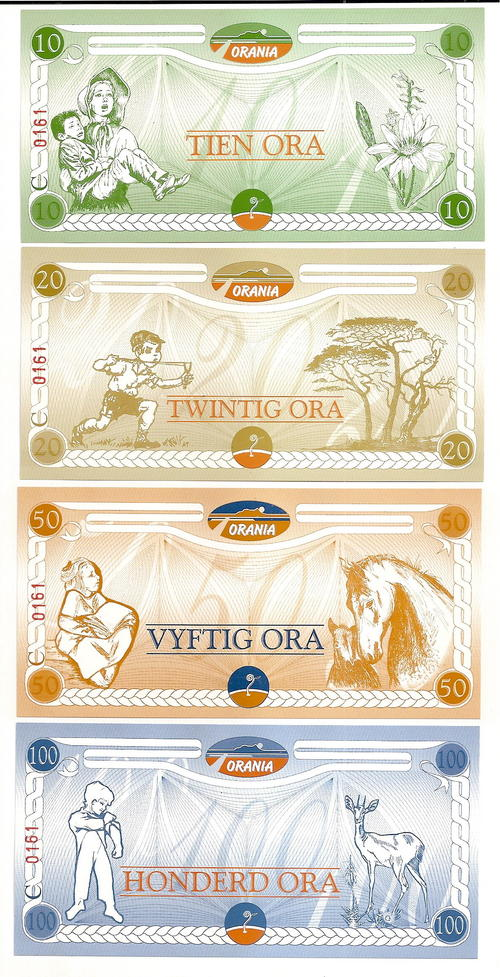
Le banconote di Ora da 10, 20, 50 e 100

La principale attività economica di Orania è l'agricoltura; si coltivano in particolare noci pecan. Il turismo ha avuto un rapido sviluppo negli ultimi anni, con la realizzazione di un complesso di alberghi di lusso e centri benessere sulle sponde del fiume Orange. Nel 2009 è nato un tour operator locale chiamato Orania Toere ("Viaggi Orania").
L'aspirazione indipendentista di Orania si riflette nel suo sistema economico. La banca locale, chiamata Orania Spaar-en Kredietkoöperatief ("Cooperativa di Risparmio e Credito di Orania") ha creato nell'aprile del 2004 una valuta complementare locale, chiamata "Ora", basata su un sistema di buoni sconto per gli acquisti presso le attività commerciali di Orania. La stessa banca ha iniziato in seguito a emettere libretti di assegni in questa valuta.

## Controversie
La questione dell'autogoverno di Orania, e della sua indipendenza dalle autorità centrali sudafricane, è ancora aperta. Il 4 luglio 2007 l'amministrazione della Provincia del Capo Settentrionale ha accettato di prendere in considerazione le richieste di Orania, a patto che esse siano discusse a tutti i livelli amministrativi e non solo a quello provinciale.
Nel novembre del 2005, circa 60 famiglie di colore (cape coloured) si sono unite per intraprendere un'azione legale contro Orania, sostenendo di aver abitato sul terreno acquistato dalla Vluyteskraal Aandeleblok dal 1965 al 1991, e di essere stati allontanati con la forza. La disputa si è conclusa nel 2006, quando il governo sudafricano ha deciso di pagare alle 60 famiglie un indennizzo di circa 3 milioni di rand (circa 147 mila euro).
Sempre nel 2005, l'autorità per le telecomunicazioni sudafricana (Independent Communications Authority of South Africa) ha ordinato la chiusura della stazione radio di Orania "Radio Club 100", che operava senza licenza ed era accusata di trasmettere propaganda razzista. I gestori della radio hanno declinato le accuse di razzismo, sostenendo che la radio aveva solo lo scopo di informare la popolazione di Orania su eventi sociali locali; nel 2009 il governo ha infine concesso la licenza alla radio, che ha ricominciato a trasmettere.
Accanto alla località di Orania esiste il Movimento Orania (Orania Beweging) con oltre 3.000 iscritti. Questi si impegnano per il rispetto delle minoranze in Sudafrica, siglando un accordo con la comunità Xhosa, alla quale apparteneva anche l'ex-Presidente Nelson Mandela. Inoltre l'Orania Beweging tiene i rapporti con altre minoranze autoctone in Africa e Europa.